# آلکساندر کوپرین
آلکساندر ایوانوویچ کوپرین (به روسی: Александр Иванович Куприн) (۷ سپتامبر ۱۸۷۰–۲۵ اوت ۱۹۳۸) نویسنده، خلبان، کاشف و ماجراجوی روس بود. او بیشتر داستان کوتاه در سبک‌های طبیعت‌گرایی و واقع‌گرایی می‌نوشت.
وی معاصر تولستوی و چخوف بود و ماکسیم گورکی استعداد ادبی او را می‌ستود.
کوپرین با بلشویسم مخالفت داشت و ۱۷ سال از زندگی خود را خارج از روسیه و در پاریس گذراند. وی فرزند یک شاهدخت تاتار بود که مانند دیگر اشراف روسیه بیشتر اموال خود را در سدهٔ ۱۹ از دست داده‌بودند.
معروف‌ترین رمان‌های کوچک او سروان دوم ریبنیکوف (۱۹۰۶)، مولوخ (۱۸۹۶)، اُلسیا (۱۸۹۸)، دوئل (۱۹۰۵)، زمرد (۱۹۰۷) و النگوی یاقوت سرخ (۱۹۱۱) هستند.
ترجمهٔ فارسی رمان‌های کوچک گامبرینوس، مولوخ (مولک)، زمرد و النگوی یاقوت سرخ او در سال ۱۹۷۶ تحت عنوان «النگوی یاقوت سرخ، چند داستان و حکایت» به ترجمه حبیب ف. (فرهاد حبیبی) در مسکو به چاپ رسید.
النگوی یاقوت سرخ، ماجرای شاهزاده‌خانمی را روایت می‌کند که در یکی از روزهای پاییزی و در جشنی که به‌مناسبت نامگذاری او برگزار شده، نامه‌ای دریافت می‌کند که شامل النگوی سرخ و یک نامه است که گویا از عاشقی ناشناس ارسال شده است.

## آثار
- نخستین نقش واپسین (۱۸۸۹)
- مولوخ (۱۸۹۶)
- اُلسیا (۱۸۹۸)
- دوئل (۱۹۰۵)
- سروان دوم ریبنیکوف (۱۹۰۶)
- زمرد (۱۹۰۷)
- النگوی یاقوت سرخ (۱۹۱۱)
- فیل (داستانی برای کودکان)
- گامبرینوس